# Hugh Alexander Kennedy
Hugh Alexander Kennedy (nacido en 1809, fallecido el 22 de octubre de 1878), fue un ajedrecista británico. Fue capitán del ejército británico, y uno de los mejores jugadores de Londres de su tiempo.

## Trayectoria como ajedrecista
En 1844, perdió un encuentro contra Howard Staunton (3: 8). En 1845, formó equipo con Staunton en Portsmouth en dos partidas por telégrafo (una perdida y la otra acabada en tablas) contra un equipo formado por Henry Thomas Buckle, George Walker , William Davies Evans, George Perigal, y William Josiah Webbe Tuckett en Londres. Perdió dos encuentros contra Elijah Williams (+2 -4 = 0) en 1846, y contra Edward Löwe (+6 -7 = 1) en 1849, ambos en Londres.
Kennedy participó en el Gran Torneo Internacional de Londres de 1851, donde finalizó en el 6º lugar. Eliminó a Carl Mayet en la primera ronda, con dos victorias. En la segunda ronda, venció a Marmaduke Wyvill (+3 -4 = 1). En la tercera ronda, derrotó a James Mucklow con 4 victorias. Finalmente, perdió contra József Szén (+0 -4 = 1).
En 1862, perdió la que seguramente fue la primera partida internacional por telégrafo, contra Serafino Dubois.
Fue Vicepresidente de la Asociación Británica de Ajedrez y Presidente de los Clubs de Ajedrez de Brighton, Bath, Bristol y Ateniense.